# Chiesa di San Pantaleone Martire (Scanzorosciate)
La chiesa di San Pantaleone Martire è il principale luogo di culto cattolico di Negrone, frazione di Scanzorosciate in provincia e diocesi di Bergamo. Fa parte del vicariato di Scanzo-Seriate.

## Storia
La prima citazione di un oratorio dedicato a san Pantaleone di Nicomedia è inserita nel lascito testamentario del vescovo di Bergamo Giovanni da Scanzo del 1309. 
L'antico edificio fu parzialmente ampliato nel Quattrocento. Parte dell'antico edificio sono presenti nell'abside dietro l'altare maggiore. La località di Negrone fu visitata dall'arcivescovo di Milano san Carlo Borromeo nel 1575, e l'oratorio fu menzionato quale sussidiario della chiesa di Santa Maria Assunta di Rosciate.
L'edificio fu modificato e ampliato nella metà del Cinquecento previa l'autorizzazione del vescovo Federico Corner.
Nel 1666 la chiesa fu inserita nel Sommario delle chiese di Bergamo, elenco redatto dal cancelliere della curia vescovile Giovanni Giacomo Marenzi la chiesa è indicata con l'intitolazione di San Pantaleone, ed era località devozionale per gli abitanti di Pedrengo.
Nel 1780 la chiesa fu visitata dal vescovo Giovanni Paolo Dolfin e agli atti della visita fu allegata una relazione dell'allora parroco di Rosciate che indica la presenza di tre altari dedicati al Santissimo Crocifisso, al santo titolare e alla Madonna Annunciata, sempre facente parte della parrocchia di Santa Maria Assunta. Il clero consisteva di un cappellano coadiuvato.
Nel 1926 su progetto di Luigi Angelini l'edificio fu nuovamente oggetto di restauro e ricostruzione con i nuovi decori e la nuova pavimentazione in stile tardo romanico. La chiesa acquisì la piena autonomia 15 gennaio 1951 con decreto del vescovo Adriano Bernareggi e il 29 marzo 1954 fu riconosciuta civilmente e indicata nella vicaria di San Pietro di Scanzo.
Con decreto del 27 maggio 1979 del vescovo Giulio Oggioni la chiesa fu inserita nel vicariato foraneo di Scanzo-Seriate.

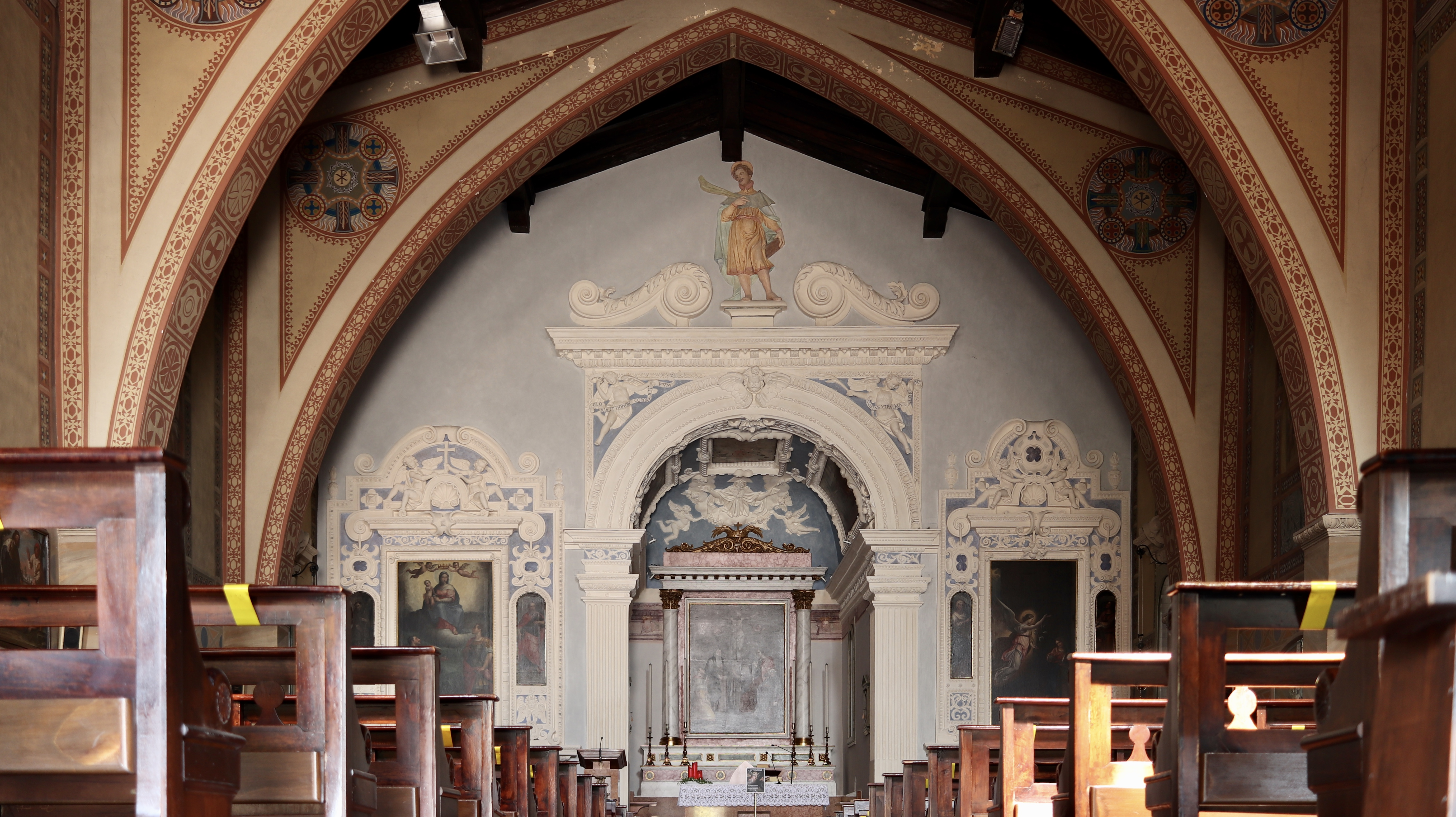
Presbiterio con altare maggiore della chiesa di San Pantaleone

## Descrizione

### Esterno
L'edificio di culto è anticipato da un ampio sagrato posto su tre lati con pavimentazione in lastre di porfido e dal porticato con colonne in pietra che reggono gli archi e il tetto a tre falde con copertura in coppi. Le sette aperture frontali sono complete di muretto in sassi che lascia libera solo la parte centrale, che si collega con l'ingresso all'aula. Il fronte principale è in pietra a vista posata a lista di pesce con profili in cotto. L'ingresso centrale ha un contorno in pietra ed è affiancato da due finestre complete di inferriata. Nella parte superiore con tetto a capanna a due spioventi aggettanti, vi sono un'apertura centrale circolare e due laterali ad arco.

### Interno
L'interno a pianta rettangolare e a unica navata è diviso da archi a sesto acuto in cinque campate. Gli archi reggono il tetto a vista a due falde. Le pareti dell'aula sono completamente affrescate. Nella prima campata a sinistra vi è l'immagine della beata Pierina Morosini, mentre corrispondente a destra l'effigie del beato Alberto Maruelli. La campata successiva presenta l'affresco a sinistra raffigurante il beato Giuseppe Moscati e a destra santa Gianna Beretta Molla. Le raffigurazioni dei santi Pietro e Paolo sono poste sui lati della terza campata.
La quarta raffigura san Giovanni Battista a sinistra e corrispondente a destra la raffigurazione a fresco di san Giuseppe col Bambino. La quinta è dedicata al santo titolare Pantaleone a sinistra e corrispondente sul lato destro vi è l'ingresso ai locali della sagrestia. Le raffigurazioni dei santi sono opere di Emilio Nembrini.
La zona presbiteriale è anticipata dall'arco trionfale a sesto acuto presenta sullo sfondo due ancone in stucco con grandi decori. L'altare maggiore conserva la pala opera di Francesco Zucco mentre laterale il dipinto Annunciazione, lavoro di Enea Salmeggia datato 1613, sempre del Talpino i dipinti raffiguranti Storie del martirio di san Pantaleone. La parte conserva resti dell'affresco della chiesa primitiva.